# Paul Valéry
Paul Ambroise Valéry (Sète, 30. listopada 1871. – Pariz, 20. srpnja 1945.), francuski pjesnik i esejist.
Studirao je pravo u Montpellieru. Godine 1892. nastanjuje se u Parizu. Na njega su utjecali Edgar Allan Poe i Stephane Mallarme, no napušta pjesništvo i posvećuje se studiju matematike, arhitekture i filozofije. Tek je 1913. godine na nagovor Andrea Gidea pristao srediti za tisak svoje mladenačke strofe te je sljedeće četiri godine pisao poemu (514 stihova) "Mlada Parka". Stihovi su mu teško razumljivi, dok mu je proza zanimljivija i jasnija. U svojim esejima raspravlja o najrazličitijim temama: o književnosti, arhitekturi, o lažima historiografije i zločinima politike, o čeliku i elektricitetu, o ženama i parfemima i dr.

## Djela
- "Album starih stihova",
- "Raznovrsnost",
- "Duša i ples",
- "Analecta".